# Ліпка (Злотовський повіт)
Ліпка (пол. Lipka, нім. Linde) — село в Польщі, у гміні Ліпка Злотовського повіту Великопольського воєводства.
Населення — 2198 осіб (2011).
У 1975-1998 роках село належало до Пільського воєводства.

## Демографія
Демографічна структура станом на 31 березня 2011 року:
|          | Загалом | Допрацездатний вік | Працездатний вік | Постпрацездатний вік |
| -------- | ------- | ------------------ | ---------------- | -------------------- |
| Чоловіки | 1088    | 233                | 774              | 81                   |
| Жінки    | 1110    | 248                | 672              | 190                  |
| Разом    | 2198    | 481                | 1446             | 271                  |